# Cigeľ
Cigeľ es un municipio del distrito de Prievidza en la región de Trenčín, Eslovaquia, con una población estimada a final del año 2024 de 1287 habitantes.
Se encuentra ubicado al este de la región, cerca del río Nitra (cuenca hidrográfica del Danubio) y de la frontera con las regiones de Banská Bystrica y Žilina.

## Demografía
| Año        | 1994 | 2004    | 2014     | 2024    |
| ---------- | ---- | ------- | -------- | ------- |
| Población  | 976  | 1036    | 1254     | 1287    |
| Diferencia |      | +6,14 % | +21,04 % | +2,63 % |

| Año        | 2023 | 2024    |
| ---------- | ---- | ------- |
| Población  | 1280 | 1287    |
| Diferencia |      | +0,54 % |